# 화접중학교
화접중학교(花蝶中學校)는 대한민국 경기도 남양주시에 있는 공립 중학교이다.

## 학교 연혁
- 2024년 3월 1일 : 개교